# ブリュンヒルド

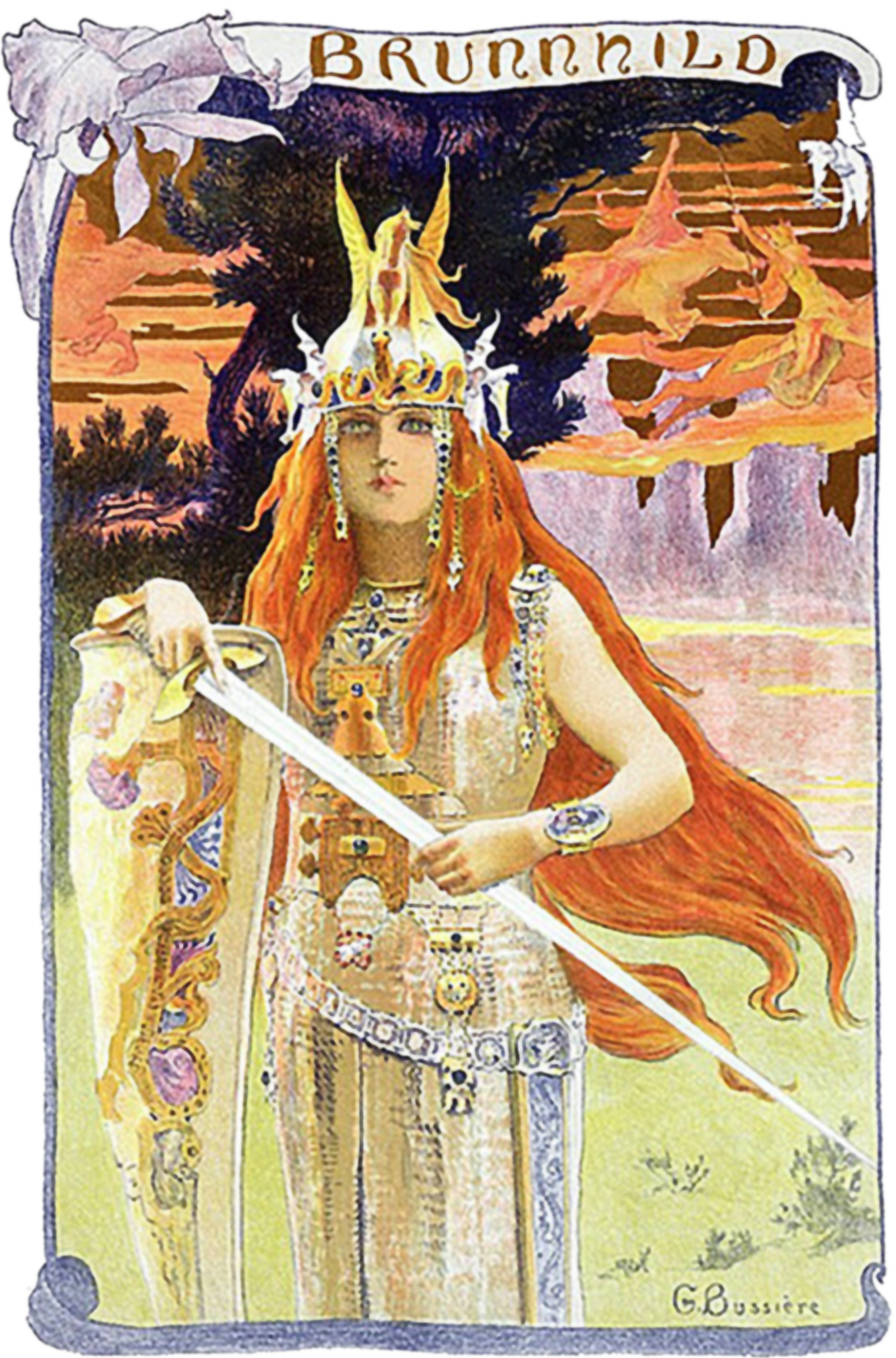
ブリュンヒルド（ガストン・ビュシエール、1897年）

ブリュンヒルド（古ノルド語: Brynhildr、中高ドイツ語: Brünhilt、ドイツ語: BrünhildないしBrünhilde、英語: Brunhild、ブリュンヒルト、ブリュンヒルデとも）は、ゲルマンの北欧神話の英雄譚に登場する女性である。実在した西ゴート王女ブルンヒルドを原型としていると考えられている。
北欧の伝承においては、ブリュンヒルドは盾乙女ないしヴァルキュリャとして登場する。『エッダ』『古エッダ』そして『ヴォルスンガ・サガ』には、彼女を主要人物とする同一のエピソードが含まれている。一方、大陸ゲルマン圏では、『ニーベルンゲンの歌』の中心人物として、力強いアマゾネスの如き女王として描かれる。いずれにおいても、ブルグントの王グンナル（グンテル）と結婚させられた後にシグルズ（ジークフリート）に死をもたらす役割を担う。シグルズの妻グズルーン（クリームヒルト）との口論が、シグルズへの殺意の直接の原因となる。北欧の伝承では、ブリュンヒルドはシグルズを殺した後に自害するが、大陸ゲルマンの伝承ではしない。
リヒャルト・ワーグナーは、楽劇『ニーベルングの指環』の重要なキャラクターとしてブリュンヒルデ（Brünnhilde）を登場させた。現代のブリュンヒルドのイメージの多くは、この作品の影響を強く受けている。

## 語源
ブリュンヒルドの名は、古高ドイツ語で言えばbrunia（鎧）とhiltia（争い）の2語からなり、他の言語においても同様である。この名が最初に確認できるのは、実在した女王ブルンヒルドのものである。
英雄譚の文脈でいえば、名前の前半の要素は、ブリュンヒルドの盾乙女としての役割と結びついていると考えられる。
『古エッダ』における『ブリュンヒルドの冥府への旅』および『シグルドリーヴァの言葉』では、シグルドリーヴァと呼ばれるヴァルキュリャがブリュンヒルドと同一の存在とされている。シグルドリーヴァ（sigrdrífa）は、「勝利をもたらすもの」の意であり、ヴァルキュリャの同義語である。

## 原型
伝説上のブリュンヒルドのモデルとして、メロヴィング朝期に実在した2人の人物が有力視されている。一人が、フランク王シギベルト1世に嫁いだ西ゴート王女ブルンヒルドであり、もう一人が、シギベルトの弟キルペリク1世に嫁いだフレデグンドである。フランクの歴史家トゥールのグレゴリウスは、575年のシギベルト1世暗殺の責をフレデグンドに帰している。フレデグンドとブルンヒルドの確執は、613年にブルンヒルドがキルペリク1世の子クロタール2世によって処刑されるまで続いたとされる。この解釈が正しければ、『ニーベルンゲンの歌』におけるブリュンヒルトは、ブルンヒルドの名前を持ちつつフレデグンドの役割を与えられていることになる。
別の説として、東ゴート軍指揮官ヴライアスの物語を取り上げるものがあるが、有力ではない。ヴライアスの妻は東ゴート王ウィティギスの妻を侮辱し、その妻の願いを受けたウィティギスによって殺されたとされる。

## 北欧における伝承と典拠
ブリュンヒルドはスカンディナヴィアで人気が高く、『エッダ』が編纂された1220年頃にはすでに明確にその伝承の存在を確認することができる。スカンディナヴィアの伝承には、大陸ゲルマンの伝承に関する知識も含まれている。

### エッダ

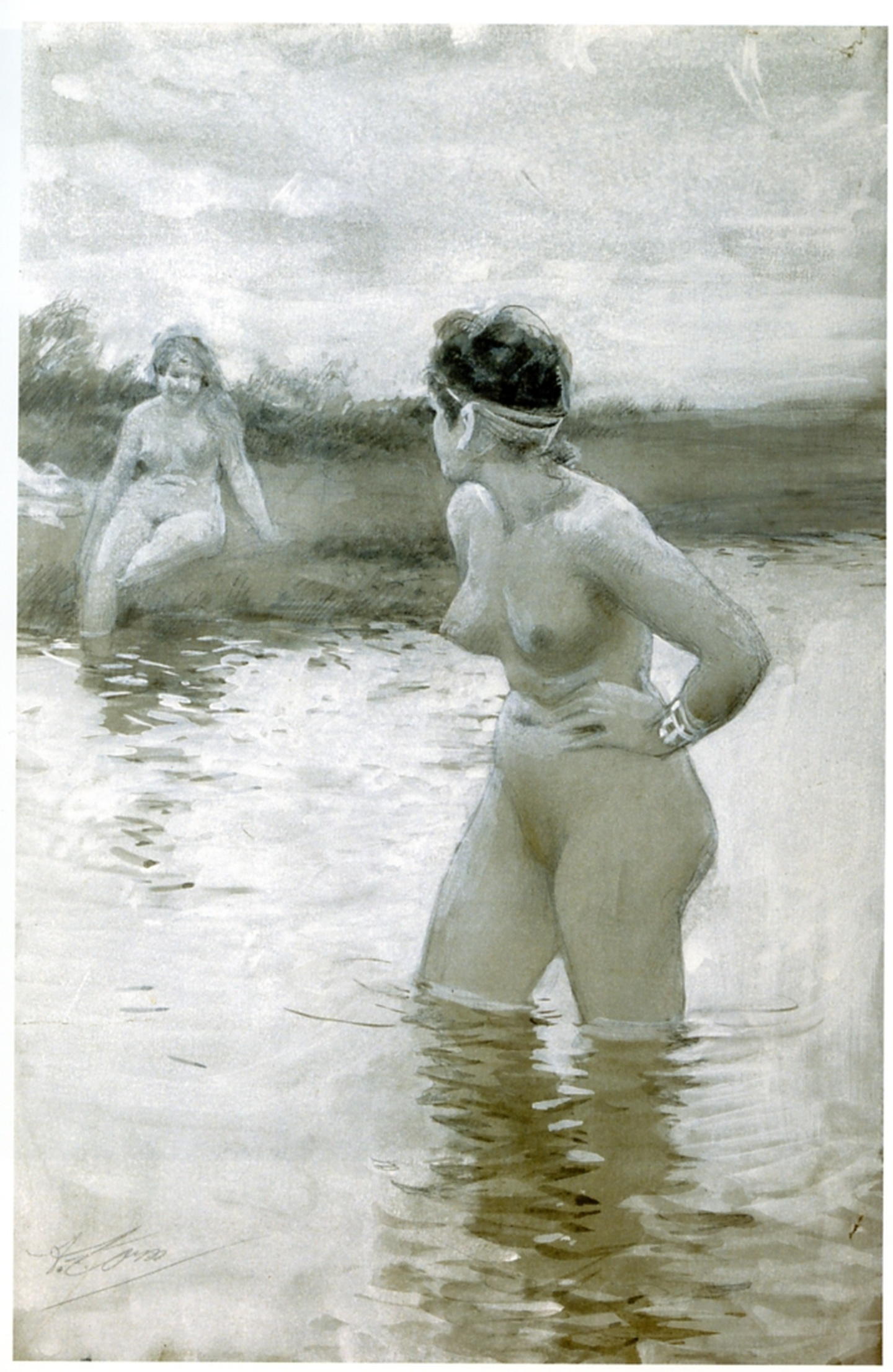
ブリュンヒルドとグズルーンの河での口論（アンデシュ・ソーン、1893年）

1220年頃に編纂されたスノッリ・ストゥルルソンの『エッダ（散文のエッダ）』は、北欧におけるブリュンヒルドの伝承の典拠として最古のものである。ブリュンヒルドの物語は、『詩語法』と呼ばれる章の数節において語られる。内容は『ヴォルスンガ・サガ』のものと似ているが、分量はかなり少ない。
ファーヴニル竜を屠ったシグルズは、その帰途で山の上に立つ館に立ち寄り、そこで鎧をまとったまま眠る女性を見つける。彼がその鎧を外すと彼女は目覚め、自分はヒルドという名のヴァルキュリャで、ブリュンヒルドと呼ばれていると述べる。シグルズは馬に乗って去る。
その後シグルズは、グンナルをブリュンヒルドと結婚させるため、ブリュンヒルドの兄アトリのもとにグンナルを送る。ブリュンヒルドはヒンダルフィヤルの山の上、炎に包まれた館に住まっていた。アトリは、ブリュンヒルドとの結婚は、この炎の壁を越えられるもののみが許されると告げる。グンナルは炎を越えられなかったため、シグルズとグンナルは互いの変装をして、シグルズが炎を越える。シグルズはグンナルとしてブリュンヒルドと結婚したが、その初夜、ブリュンヒルドとの間に剣を置いて眠る。翌朝、シグルズはニーベルンゲンの宝物庫より持参した指輪をブリュンヒルドに渡し、ブリュンヒルドも返答の指輪を返す。それからグンナルとシグルズは変装を解き、グンナルの父ギューキの宮廷へと戻る。
しばらく後、ブリュンヒルドとグズルーンは、川で髪を洗っているときに口論になる。ブリュンヒルドは、自分の夫グンナルのほうがシグルズよりも勇敢であるから、グズルーンが洗ったあとの水が自分のところに流れてくるのは嫌だと言った。グズルーンは、シグルズは竜殺しであると返答するが、ブリュンヒルドは、グンナルだけが炎の壁を越えることができたと言う。するとグズルーンは、壁を超えたのはシグルズで、その指輪が証拠だと明かす。ブリュンヒルドはグンナルを唆してシグルズを殺させ、その後自殺して、火葬されるシグルズと同じ火の中に身を投げた。スノッリによるブリュンヒルドとグズルーンの口論の描写は、現存しないエッダ詩を元にしている可能性がある。

### 古エッダ
さまざまな時代の北欧の神話と英雄譚を扱った詩を集めた『古エッダ（詩のエッダ）』は、1270年頃アイスランドで編纂されたとされている。シグルズとブリュンヒルドの関係を扱った詩も多く、編纂者の特別な興味があったと思われる。
一般的に、『古エッダ』に含まれる詩には900年以前のものはないと考えられており、13世紀になって書かれたものもあるとされる。一見古そうに見える詩も、古い様式を擬して書かれたものがあったり、また、新しそうに見える詩も、古い内容を作り直したものがあったりして、信頼できる年代の特定は不可能である。ブリュンヒルドに関するものの多くは、比較的新しいものから採られている。

#### グリーピルの予言
『グリーピルの予言』では、シグルズは叔父のグリーピルから自らの生涯に関する予言を受ける。内容は以下の通りである。シグルズがあるヴァルキュリャを目覚めさせ、彼女からルーンを教わる。後に、ヘイミル王の宮廷でブリュンヒルドと婚約する。果たしてシグルズはグズルーンと結婚し、グンナルのブリュンヒルドへの求婚を手助けして、うまくやるものの彼女と寝ることはない。しかし、ブリュンヒルドは自分の処女を奪ったとシグルズを責め、殺してしまうであろう。
この詩では、『シグルドリーヴァの言葉』で登場するシグルドリーヴァとブリュンヒルドを2人の別の女性として区別しているだけでなく、フンディングル殺しのヘルギに関する詩に登場する別のヴァルキュリャであるシグルーンとシグルドリーヴァを同一視している。
シグルズの生涯に関する他の詩を元に、新しく書かれた詩から採られたものである。

#### ファーヴニルの言葉
『ファーヴニルの言葉』では、シグルズがファーヴニル竜の血を舐めてしまったために鳥の言葉が分かるようになり、鳥たちが、シグルドリーヴァが炎に包まれて眠る宮殿へ向かうように言うのを聞く。

#### シグルドリーヴァの言葉
『シグルドリーヴァの言葉』では、シグルズはヒンダルフィヤルの山を登り、盾に囲まれて眠る女性を見つける。その女性は、その肌から直接生えているかのような鎧を身に着けており、シグルズは剣でその鎧を切り開く。するとその乙女は目覚め、自分がシグルドリーヴァというヴァルキュリャであること、オージンに逆らったために結婚を命じられたが、恐れを持たぬ勇敢なものでなければ結婚はしないとはねつけたという経緯を話した。それからシグルドリーヴァは、シグルズに知恵とルーンを教える。
恐れ知らずの男と結婚するという条件は、ブリュンヒルドのものと同じであり、おそらくこの2人の人物はもともと同一であったことを示している。

#### シグルズの歌断片
『シグルズの歌断片』は、部分的にしか現存していないが、残っている部分ではシグルズ殺害の物語が描かれている。ブリュンヒルドは自分と寝たことでシグルズをはっきりと非難し、これによってグンナルとホグニはグットルムにシグルズを殺させることになる。シグルズが死ぬと、ブリュンヒルドは喜び、グンナルに実はシグルズと床に入ってはいないのだと打ち明ける。

#### グズルーンの歌その1
『グズルーンの歌その1』では、グズルーンがシグルズの死を嘆き悲しんでいるときに、ブリュンヒルドがちらりと姿を現す。ブリュンヒルドは、向けられた非難に対し自己弁護し、兄アトリのせいにする。詩の終盤の散文の部分で、ブリュンヒルドは数人の奴隷とともに自殺を図る。
ブリュンヒルドとグズルーンの会話は、極めて刺々しい雰囲気で、ブリュンヒルドは邪悪な存在として描かれている。

#### シグルズの短い歌
『シグルズの短い歌』では、再びシグルズの話が繰り返される。シグルズはグンナルのためにブリュンヒルドを勝ち取り、結婚し、しかし共寝をしなかった。しかしブリュンヒルドはシグルズを望み、得られないのならば殺してしまおうと決意する。ブリュンヒルドは、グンナルに、シグルズを殺さないならば出ていくように脅し、グンナルはそれに同意する。果たしてシグルズは死に、グズルーンは悲しむ一方で、ブリュンヒルドは高笑いする。グンナルはブリュンヒルドを責めるが、彼女はそこで、グンナルとの結婚は兄によってさせられたもので、本当はしたくなかったと述べる。ブリュンヒルドは密かにシグルズと婚約していたのである。ブリュンヒルドは、グンナルの説得にも耳を貸さず、すべての所有物をなげうち自殺する。死の間際、彼女はグズルーンとグンナルの将来を呪う。最後に、ブリュンヒルドは、シグルズと同じ炎で火葬してくれるよう頼む。
題名を見る限りシグルズについての詩のようだが、大部分は自身の行為を正当化するブリュンヒルドに関するものである。この歌は新しい時代に作られたものと考えられている。

#### ブリュンヒルドの冥府への旅

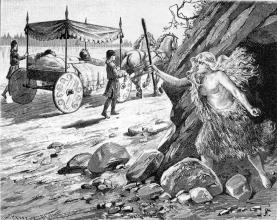
『ブリュンヒルドの冥府への旅』（1893年）

『ブリュンヒルドの冥府への旅』の冒頭で、ブリュンヒルドの死体は荼毘に付され、スカンディナヴィアにおける冥府であるヘルへと向かう。途中、巨人が現れ、ブリュンヒルドの手が血に塗れていることを見咎める。ブリュンヒルドは自らの生涯を語って聞かせ、その行為を正当化する。彼女は自らを欺いたブルグント人を非難する。ブリュンヒルドは、冥府でシグルズとともに暮らすことを望んだ。
ブリュンヒルドがその生涯を語るなかで、彼女は明らかにシグルドリーヴァというヴァルキュリャと同一のものとして扱われ、シグルドリーヴァの目覚めからシグルズの求婚までが一つながりのものとして語られる。またここでは、恐れなき者のみがブリュンヒルドを目覚めさせることができるようにしたのは、オージン自身であるように描かれる。この歌は、ブリュンヒルドを被害者として描き、ついには彼女を神格化するような様相を呈す。

### ヴォルスンガ・サガ
北欧の伝承におけるブリュンヒルドの生涯に関して、『古エッダ』では曖昧に触れられるに過ぎなかった部分まで含んでいる最も充実した版が『ヴォルスンガ・サガ』のものである。著者が『古エッダ』以外のテクストを知っていたということが特に示されるわけではないが、『古エッダ』において語られるものと極めて近いプロットをたどっている。著者はノルウェーで活動していたことがあると考えられ、ゲルマン伝承の古ノルド語翻訳である『シズレクのサガ（Thidrekssaga）』（1250年頃）を知っていたようである（後述の『シズレクのサガ』も参照）。したがって、『ヴォルスンガ・サガ』は13世紀後半あたりのものとされている。『ヴォルスンガ・サガ』の写本には続編『ラグナル・ロズブロークのサガ』が含まれているが、その中にシグルズとブリュンヒルドの娘であるアスラウグがラグナル・ロズブロークと結婚するくだりがある。

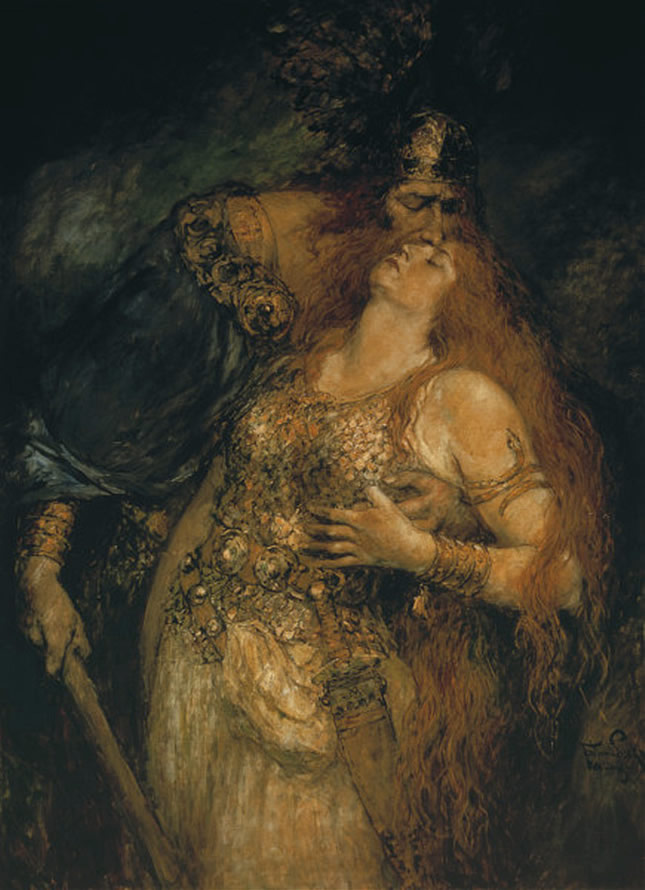
オージンとブリュンヒルドの最後の別れ（フェルディナント・リーク、1875年）

『ヴォルスンガ・サガ』によれば、ブリュンヒルドはブズリの娘でアトリの妹である。フリュムダリルと呼ばれる場所で、彼女の姉ベックヒルドを妻とするヘイミル王によって養われた。フリュムダリルでは「兜のヒルド」と呼ばれており、盾乙女ないしヴァルキュリャとなるべく育てられた。12歳のとき、アグナル王がブリュンヒルドの魔法の羽衣を奪い、彼女は忠誠の誓いを強いられた。これが原因で、アグナルと兜のグンナルが戦ったとき、オージンは兜のグンナルを勝たせるように望んだにもかかわらず、アグナル側につくことを余儀なくされた。オージンは罰として、ブリュンヒルドを眠りの茨に閉じ込め、結婚しなければならないと宣言した。ブリュンヒルドは、恐れなき者でなければ自分を目覚めさせることかなわず、結婚することもないと宣誓した。オージンは眠るブリュンヒルドをヒンダルフィヤル山に移し、無数の盾を立てて彼女を囲った。
果たしてシグルズは来たりて、ブリュンヒルドを目覚めさせる。彼女は未来の予言をし、シグルズに知恵を授ける。2人は結婚の約束をする。この後、彼女はヘイミルのもとに戻る。ある日、シグルズが狩りをしていると、彼の鷹が飛び上がってブリュンヒルドの住む塔の窓に止まった。シグルズは恋に落ち、戦士として戦いたいだけなのだと主張する彼女を説得して、改めて結婚を誓わせる。その頃、予知夢を見たグズルーンは、解釈をしてもらおうとブリュンヒルドを尋ねる。ブリュンヒルドは、あらゆる不運がグズルーンを見舞うであろうと告げる。
幾許もせず、グズルーンの兄グンナルは、ブリュンヒルドに求婚することを決意する。シグルズは、薬を飲まされブリュンヒルドとの誓いを忘れてグズルーンと結婚しており、グンナルの手助けをする。ブリュンヒルドは塔を覆う炎を越えられるものでなければ結婚できないと告げるが、グンナルにはできなかった。そこでシグルズがグンナルに変装し、この難事を切り抜ける。グンナルとの結婚を渋るブリュンヒルドに、変装したシグルズは、炎を越えたものと結婚するという誓いを彼女に思い出させる。2人は結婚し、互いに指輪を贈り合う。シグルズはブリュンヒルドとの間に剣を置いて、3夜同じ寝所で過ごした。その後シグルズとグンナルは変装を解き、ブリュンヒルドをグンナルの館へと連れて行った。
ある日、ブリュンヒルドとグズルーンは川で水浴びをしていた。ブリュンヒルドは、互いの夫の偉大さを比べた上で、グズルーンと同じ水を使いたくないと言い出した。グズルーンは、炎を越えたのはシグルズであってグンナルではないと暴露し、シグルズがブリュンヒルドから受け取った指輪を見せる。次の日、二人の妃はグンナルの館でも口論を続ける。ブリュンヒルドはひどく傷つき、床に伏せる。グンナルのなだめにもかかわらず、彼女はシグルズへの復讐を求める。シグルズはブリュンヒルドに愛を伝え、グズルーンとの離婚を提示するものの、ブリュンヒルドは拒絶する。その後、ブリュンヒルドはグンナルにシグルズを殺すよう求める。果たしてシグルズは死に、嘆き悲しむグズルーンの声を聞きながら、ブリュンヒルドは高笑いする。ブリュンヒルドは、シグルズがかつて自分と共寝したことについて、シグルズを中傷したことを明かす。それから彼女は自分を剣で刺し、死にゆく中グンナルと長い会話をして、未来を予言する。彼女の願いどおり、ブリュンヒルドはシグルズと同じ炎で火葬された。

### バラッド

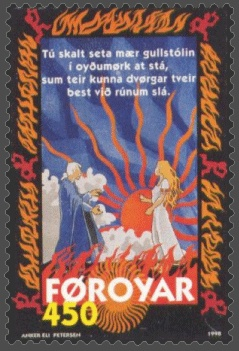
ブリュンヒルドは、シグルズを試すための炎の壁を巡らすよう父ブズリに提案する。（フェロー諸島の切手、1998年）

ブリュンヒルドは、中世後期から初期近代のスカンディナヴィアのバラッド詩にも登場する。これらの原典となったのは、スカンディナヴィアの伝承と、『シズレクのサガ』をはじめとする大陸ゲルマンの伝承の双方である。
デンマークのバラッド『シヴァルドとブリニルド』（DgF 3, TSB E 101）では、シグルズは「ガラスの山」でブリュンヒルドを勝ち取り、友人のハーゲンに与える。ある日、ブリュンヒルドはシグルズの妻シグニルドと喧嘩をするが、シグニルドはブリュンヒルドに、ブリュンヒルドがシグルズに愛の証として贈った指輪を見せる。ブリュンヒルドはハーゲンにシグルズを殺すよう言い、ハーゲンはシグルズの剣を奪って彼を殺す。ハーゲンはシグルズの首をブリュンヒルドに見せ、彼女がハーゲンへの愛を示すとブリュンヒルドも殺した。
フェロー諸島のバラッド『ブリュンヒルドの歌（Brynhildar táttur）』（TSB E 100）も、ブリュンヒルド物語の異説を伝えている。このバラッドの原型は14世紀ごろに遡るとされているが、明らかにデンマークのバラッドから影響を受けた変種が多く存在する。このバラッドでは、ブリュンヒルドは求婚者すべてを拒絶し、シグルズとのみ結婚する。彼の気を引くために、ブリュンヒルドは父ブズリに頼んで炎の壁を作ってもらう。ある日、グンナルが求婚に来るが、ブリュンヒルドは拒絶する。次にシグルズが炎の壁を破って来ると、2人は共寝する。しかし、シグルズが去った後、グズルーンとその母グリームヒルドがシグルズに魔法をかけ、ブリュンヒルドを忘れさせてグズルーンと結婚させてしまう。その後、ブリュンヒルドとグズルーンは水浴びしながら言い合いになり、グズルーンはブリュンヒルドに水を分けないと言い出す。グズルーンが、ブリュンヒルドはシグルズに処女を奪われたのだと言うと、ブリュンヒルドはホグニ（グンナルの場合もある）に言ってシグルズを殺させる。ブズリは娘を説得しようとするものの失敗する。シグルズは死に、ブリュンヒルドは悲しみのうちに衰弱する。

## 大陸ゲルマンにおける伝承と典拠
『ニーベルンゲンの歌』（1200年頃）は、ゲルマン圏のみならず北欧を含めても、ブリュンヒルドが登場する最も古い典拠である。それにもかかわらず、ゲルマンにおけるブリュンヒルドも、その王国はアイスランドにあるという設定となっており、やはりスカンディナヴィアと結び付けられている。このことは、ブリュンヒルドに関する北欧の伝承の知識があったことを示していると想定されている。一般的に言って、大陸の伝承を証明する文献は、現存するスカンディナヴィアのものと比べてブリュンヒルドに対する関心が小さい。

### ニーベルンゲンの歌

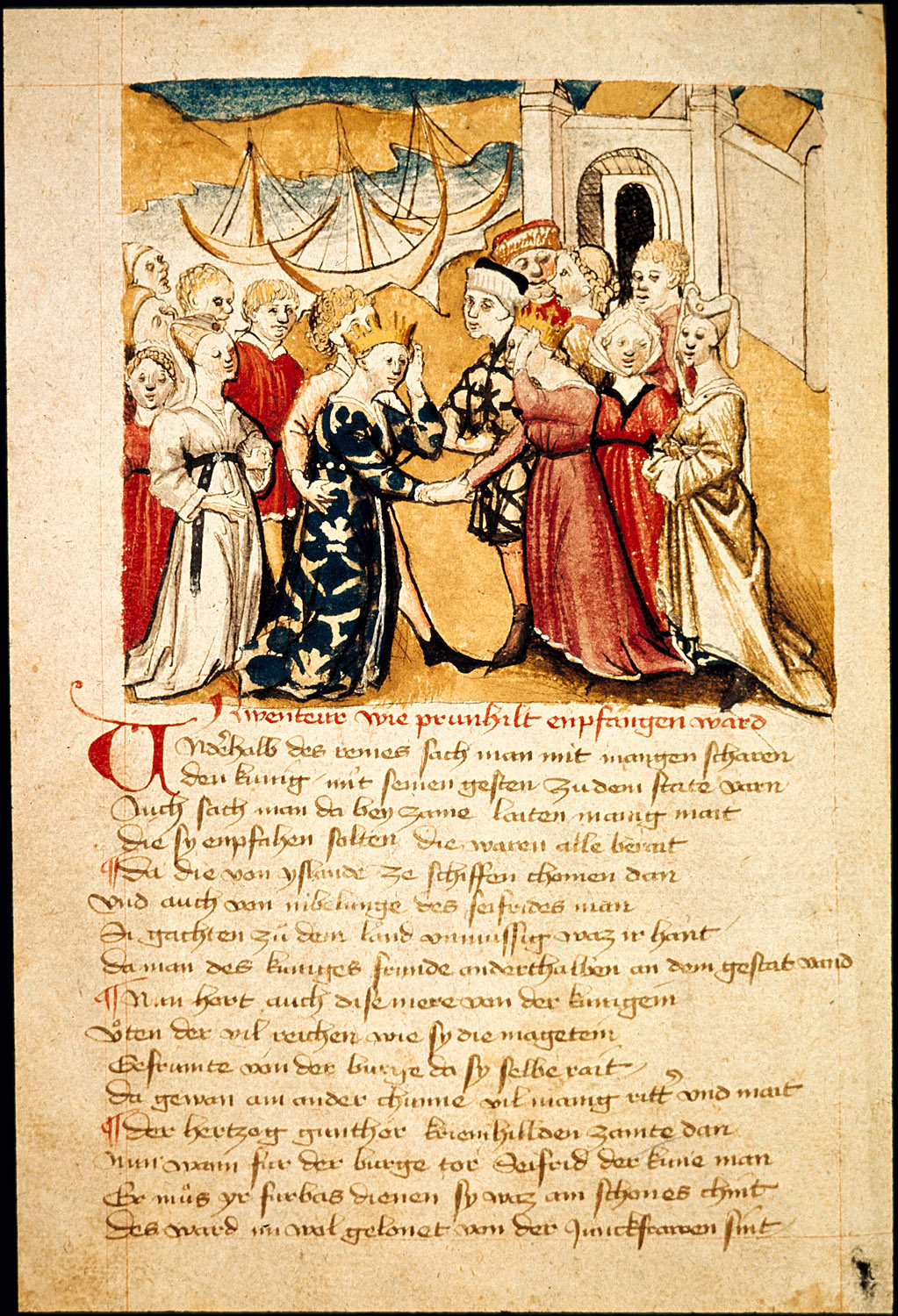
ヴォルムスに到着したブリュンヒルド（フンデスハーゲン写本）

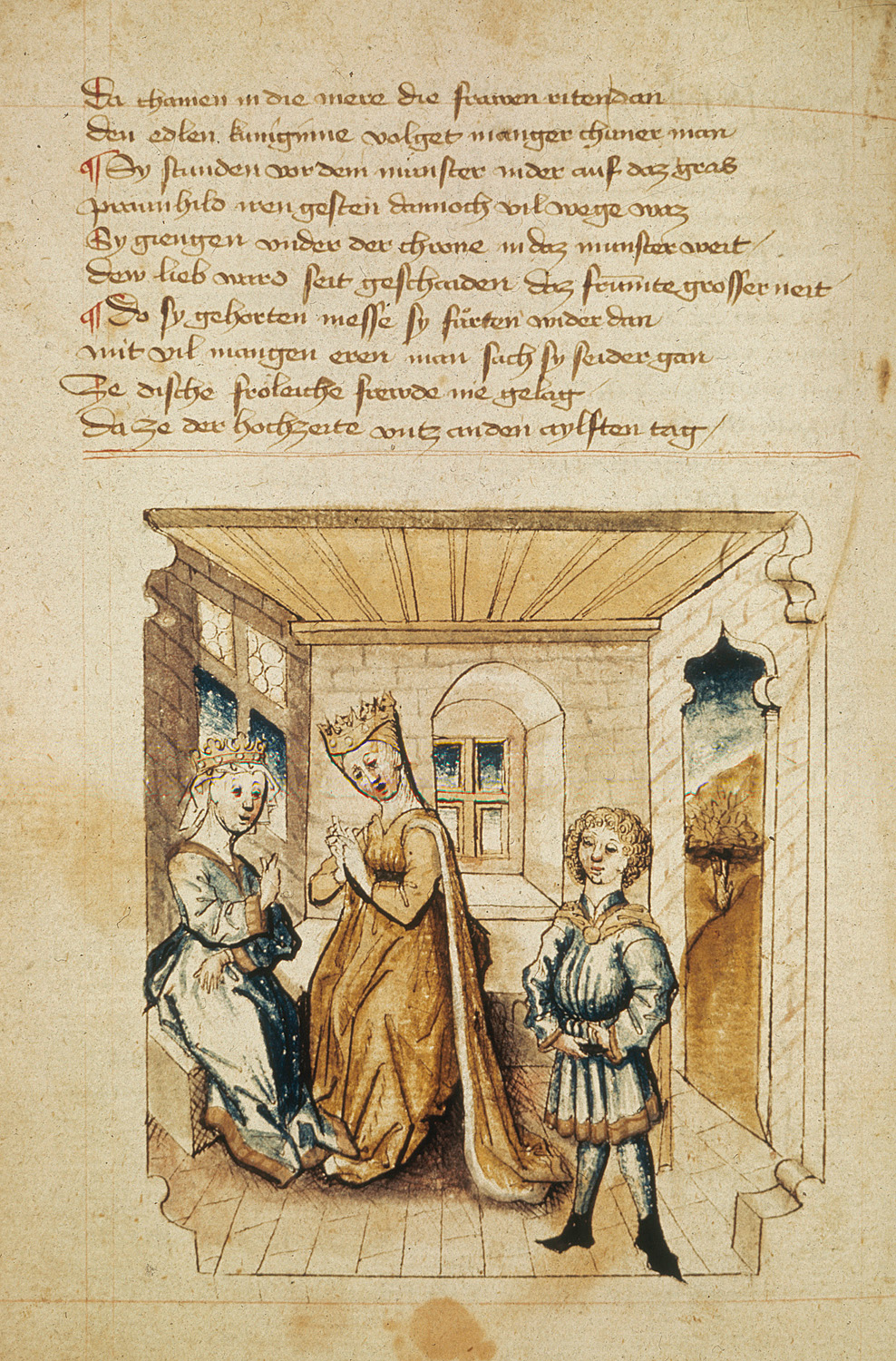
ブリュンヒルドとクリームヒルトの口論（フンデスハーゲン写本）

『ニーベルンゲンの歌』では、ブリュンヒルトは、居城イーセンシュタイン城からイースラント（アイスランド）を治める女王として描かれる。写本によっては、その王国の名前をイーセンラント（鉄の国）とするものもあり、アイスランドと関連は後付けで、こちらが本来の形である可能性がある。王国はブルグント王国の首都ヴォルムスから舟で12日のところにあり、これは大陸の宮廷社会の及ぶ領域の外に暮らしていることを意味している。
ブリュンヒルトが物語に登場するのは、ある日、彼女の美しさがヴォルムスに届き、グンテル王が結婚を望むところである。ブリュンヒルトと知り合いであったジークフリートはこの結婚に反対するが、グンテルは妹クリームヒルトを嫁がせることを約束してジークフリートを説得し、求婚の手伝いをさせる。ブリュンヒルトは求婚者に対して3つの力試しを課していたために、グンテルはジークフリートの助けが必要だった。力試しに失敗した求婚者はブリュンヒルトに殺されてしまうのである。ジークフリートは、隠れ蓑タルンカッペを用いてグンテルが力試しに挑んでいる間助力することに同意した。グンテルは単に一人でやったふりをすればよいというわけである。ジークフリートとグンテルは、求婚の間はジークフリートを臣下ということにするということに取り決めた。
ジークフリートとグンテルがイーゼンシュタイン城に到着すると、ブリュンヒルトははじめジークフリートを求婚者だと思ったが、単なるグンテルの臣下だと分かるとすぐに興味を失った。ジークフリートの助けを受け、グンテルはすべての力試しに成功する。ブリュンヒルトは当初取り決めを反故にするかのように見えたが、ジークフリートはすばやくニーベルンゲンラントの自国から配下を招集し、アイゼンシュタインまで引き連れて来る。ブリュンヒルトはグンテルとの結婚を了承する。英雄たちはブリュンヒルトを伴ってヴォルムスに戻り、グンテルがブリュンヒルトと結婚すると同時にジークフリートとクリームヒルトは結婚する。しかし、王女クリームヒルトは単なる臣下と結婚するのだと思っていたブリュンヒルトは、この事実を見て叫ぶ。結婚初夜、グンテルがブリュンヒルトと寝ようとすると、ブリュンヒルトはすばやくグンテルを組み伏せ、手足を縛って朝まで天井に吊り下げてしまう。グンテルは再びジークフリートを頼り、タルンカッペでグンテルに変装したジークフリートは、タルンカッペの魔法の力で十二人力を得てブリュンヒルドを組み敷く。グンテルは密かにその場におり、ジークフリートが共寝までしてしまわないかを確認した。ジークフリートがブリュンヒルトを腕尽くで抑え込むと、グンテルはジークフリートと入れ替わってブリュンヒルトの処女を奪った。結果としてブリュンヒルトの超人的力は失われる。戦利品としてジークフリートはブリュンヒルトの指輪と帯を手に入れ、後に妻クリームヒルトに贈る。
ブリュンヒルトとグンテルにはジークフリートと名付けられた息子がいることが明かされる。数年後、なおジークフリートの臣下らしからぬ振る舞いに腹を立てていたブリュンヒルトは、グンテルを説得してジークフリートとクリームヒルトをヴォルムスに招待させた。客たちが到着すると、ブリュンヒルトは、グンテルがジークフリートより優れているということをしつこく言い立てる。2人の対立は、ヴォルムスの大聖堂の前で2人が鉢合わせたところで頂点に達し、どちらが先に入る権利があるかということで口論に発展する。ブリュンヒルトは、クリームヒルトを臣下の嫁だと言い立てると、クリームヒルトは、ブリュンヒルトの処女を奪ったのはジークフリートだと返し、証拠として帯と指輪を見せた。ブリュンヒルトは泣き出し、クリームヒルトが先に教会に入る。ブリュンヒルトがグンテルのところに向かうと、グンテルはブリュンヒルトの指摘が事実でないことをジークフリートになんとか説明させた。にもかかわらず、ブリュンヒルトはグンテルを説得して、ジークフリートを殺させてしまう。殺害は、ブリュンヒルトを悲しませたという大義名分をもって、ブルグントの臣ハゲネによってなされる。
これ以降、物語上ブリュンヒルトは大きな役割をもたない。クリームヒルトの嘆きを見て喜び、以降もずっと彼女に対して意趣を抱え続けていることが示される。『ニーベルンゲンの歌』の後半で彼女が登場しなくなってしまうのは、元になった物語でもそうだったのであろうが、もはや物語の筋立てに直接関わらなくなってしまった時点でブリュンヒルトというキャラクターに対する関心が失われてしまったとも考えられる。

### ニーベルンゲンの哀歌
『ニーベルンゲンの哀歌』（1200年頃）は、『ニーベルンゲンの歌』の続編のようなもので、物語の最後で描かれた大厄災を生き延びた人々を描く。死体を埋葬した後、ベルンのディートリヒは、ブルグント人への伝令として使者をヴォルムスに派遣する。使者はブリュンヒルトのもとに着くと、彼女はジークフリートの死への責任を認め、またグンテルの死にひどく悲しむ様子を見せた。ブリュンヒルトは王国中の貴族を招集し、国の進退を図らせた。喪に服した後、ブリュンヒルトと息子ジークフリートは、ブルグントの新王として戴冠する。

### ヴォルムスのバラ園
『ヴォルムスのバラ園』のD稿（1250年以後）では、ブリュンヒルドは、クリームヒルトのバラ園で開催された馬上槍試合を観戦する人々の中にいたと述べられる。

### シズレクのサガ
『シズレクのサガ』は古ノルド語で書かれたものだが、内容の大部分はドイツ語（特に低地ドイツ語）の口頭伝承と（『ニーベルンゲンの歌』のような）文書から翻訳されたものである。したがって、こちらに記載する。ただし、このサガの著者は、気づいた点に関してはスカンディナヴィアの伝承に合わせて物語の枝葉を改変していると考えられている。
『シズレクのサガ』によれば、ブリュンヒルドはヘイミル王の娘でスヴァヴァのゼーガルト城に住んでいる。彼女はそこで牧場を営んでおり、駿馬を生産していた。シグルズはレギン竜を屠った後すぐブリュンヒルドと出会っている。シグルズは城に押し入り兵士を殺すが、ブリュンヒルドはシグルズを見て、シグルズの親の名前を伝え、去る間際にグラニという馬を与えた。
後に、ニーヴルングズと呼ばれるブルグントの宮廷に出仕していたシグルズは、グンナル（グンテル）にブリュンヒルドと結婚するよう助言し、2人で彼女に会いに行く。ブリュンヒルドは、シグルズが自分と結婚するという約束（以前出会った場面にこの点についての言及はない）を反故にしたことに怒るが、シグルズはグンナルと結婚するように説得しようとする。それでもなお初夜を拒むブリュンヒルドを、シグルズはグンテルに変装して代わりに処女を奪い、結果ブリュンヒルドの力は失われた。
しばらく後、シグルズはブルグントで暮らしていたが、ブリュンヒルドはシグルズの妻グリームヒルドと自分たちの地位の上下について口論を始める。ある日、ブリュンヒルドが広間に入った際、グリームヒルドは立ち上がり損ねる。これが癇に障り、ブリュンヒルドはグリームヒルドを由無きものと結婚したといって貶す。するとグリームヒルドは、ブリュンヒルドが初夜の後に（グンナルだと思っていた）シグルズに贈った指輪を出して見せ、ブリュンヒルドの処女を奪ったのはグンナルでなくシグルズであるということを公にする。ブリュンヒルドは、グンナルとホグニに言ってシグルズを殺させようとする。シグルズが死ぬと、ブリュンヒルドは大喜びする。この後、アトリ（エッツェル）がブルグントのブリュンヒルドのもとを訪れるというエピソード以外では、ブリュンヒルドはサガに登場しなくなる。

### ビテロルフとディートライプ
『ビテロルフとディートライプ』（1250年頃）は、英雄譚のパロディとでも言うべき作品であり、ブリュンヒルトは、ブルグント人と英雄ベルンのディートリヒらとの戦争の中で死を恐れる人物として描かれる。彼女は、ディートリヒ軍団への使者を務めるリュディガーに、仕事をうまくやった褒美として旗のついた槍を授ける。後に、リュディガーとブリュンヒルトは、交渉して戦争を馬上槍試合への変更を持ちかけるものの、結局また戦争になってしまう。ディートリヒ軍団がヴォルムスの門までたどり着くと、ブリュンヒルトとブルグントの女たちは戦闘開始に待ったをかける。接待の宴が開かれ、ブリュンヒルトは、リュディガーに槍を与えたのは、戦士を鼓舞するためのもので、誰も死なないようにというつもりであったと説明する。
『ビテロルフ』におけるブリュンヒルトの役割は、だいたいパロディ的なものとなっている。グンテルの強さが怖いと言って、リュディガーに自分の暴力的な過去を思い出させられたりする。エッツェル軍最大の英雄リュディガーに槍を与えたのは、ブルグント人と戦うためのものであるはずなのに、誰も殺さないというくだりは、読者に諧謔を感じさせたであろう。『ビテロルフ』では、ブリュンヒルトとクリームヒルトの確執に関する言及はない。

## ブリュンヒルドのイメージの発展
ブリュンヒルドのモデルがアウストラシアのブルンヒルドとフレデグンドにあるというのが本当であれば、シグルズ（ジークフリート）の殺害においてブリュンヒルドが役割を果たすという内容は、ブリュンヒルド伝説の中でも最も古いものであり、シグルズ伝説の大本であろう。テオドール・アンダーズソンは、エッダ詩において主要な登場人物となっているブリュンヒルドのほうがもともとはより重要なキャラクターであったと論じている。彼によれば、後になってシグルズがより重要視されるようになり、殺害以外の物語を獲得したのだという。
とはいえ、ブリュンヒルドが伝説上の人物として初めて文献に登場するのは1200年頃の『ニーベルンゲンの歌』であり、それ以前にブリュンヒルドの名前を冠した地名は歴史上の女王に言及したものと考えられている。

### ヴァルキュリャとしての性質
北欧の伝説でブリュンヒルドがヴァルキュリャとされていることは、もともとゲルマンと共通の背景があるのか、スカンディナヴィアでのみ後世に発展したのかについては、一致する見解がない。ゲルマンの伝承においてみられるブリュンヒルドの卓越した力は、かつてヴァルキュリャとして扱われていた神話的過去をほのめかしていると考えることはできる。
一方で、『シグルドリーヴァの言葉』でシグルズが目覚めさせたヴァルキュリャはあくまで「シグルドリーヴァ」という名前であって、北欧の伝承にあらわれる「ブリュンヒルド」という名の人物は、伝説の細かい部分をみればヴァルキュリャとはみなされていない。もともとの伝承では、シグルズはヴァルキュリャ（シグルドリーヴァ）と義理の妹（ブリュンヒルド）という2人の別々の女性に関わっていて、それが「中途半端に統合された」可能性がある。スカンディナヴィアにおけるブリュンヒルドの目覚めと、有名な眠れる森の美女のおとぎ話の類似性については、元となる伝承がないということで直接の関係を否定する学者もいる。タウヌス山地に「ブリュンヒルドの寝床（lectulus Brunihildae）」と呼ばれる山があり、ドイツの目覚め話の一つに登場するが、これも実在した女王ブルンヒルドに由来すると考えたほうが妥当である。ブリュンヒルドが見せる超人的な力は、彼女をシグルズと同等の存在とするための物語的方法と考えるほうがよいかもしれない。

### 求婚
ブリュンヒルドへの求婚の場面として、炎の壁を越えるという北欧のものと、力試しをするというゲルマンのものと、どちらが後世に変化したものなのかについても議論がある。炎を越える場面はスカンディナヴィアにしか見られないが、『角質化したザイフリートの歌』でザイフリートがクリエムヒルトを助け出す場面にも似たようなシーンはみられる。一方で、『ニーベルンゲンの歌』で求婚者が完遂しなければならない力試しは、ロシアのおとぎ話に、初夜に新婦が新郎の手を縛り上げる非常に似たシーンがある。このことから、力試しはもともと伝承になかったとする学者もいる。逆にロシアのおとぎ話のほうが『ニーベルンゲンの歌』から派生したとする説もある。
すべての版に共通しているのは、シグルズが計略を用いてグンテルの代わりに初夜の床へ入り、それが後にブリュンヒルドがシグルズを殺害する動機となっているということである。

### アトリとの関係と親族
スカンディナヴィアの伝承では、ブリュンヒルドはアトリ、すなわちアッティラの妹とされる。これは後世に付け加えられた設定であるというのが定説である。アトリとの血縁を設けることによって、ブルグントに対するアトリの敵意を物語に導入している。
スカンディナヴィアの伝承に登場するブリュンヒルドの妹オッズルーンも、もともとの伝説には登場しないと考えられる。大陸ゲルマンの伝承では、ブリュンヒルドの血縁についてはまったく触れられない一方で、北欧では父（ブズリ）と養父（ヘイミル）どちらにも言及がある。アンダーズソンは、「（ブリュンヒルドの物語を）他の英雄譚の様式に当てはめようとする後世の試みのように思える」と述べている。

### シグルズとの関係
グンテルの代わりに求婚する前にシグルズがブリュンヒルドと出会うというシーンは、北欧の伝承でしかはっきりとは確認できないものの、『ニーベルンゲンの歌』でもすでに互いに知り合いであったという気配が強くある。ブリュンヒルドがシグルズを殺す動機は、もともとは、『ニーベルンゲンの歌』と『シグルズの歌断片』で確認できる、公的な場での名誉毀損であったようである。『シグルズの短い歌』で導入され『ヴォルスンガ・サガ』で頂点に達する、婚約破棄という動機は、北欧で後世に発展したものと考えられ、トリスタンとイゾルデの物語に影響を受けた可能性がある。

### 自害
アンダーズソンとハンス・クーンは、もともとはグズルーン（クリームヒルト）がアトリ（エッツェル）の館が燃え落ちる中で死ぬという話があり、それをモデルとしてブリュンヒルドが自害する場面が後世に付け加えられたのであろうと述べている。

## 近代以降の受容

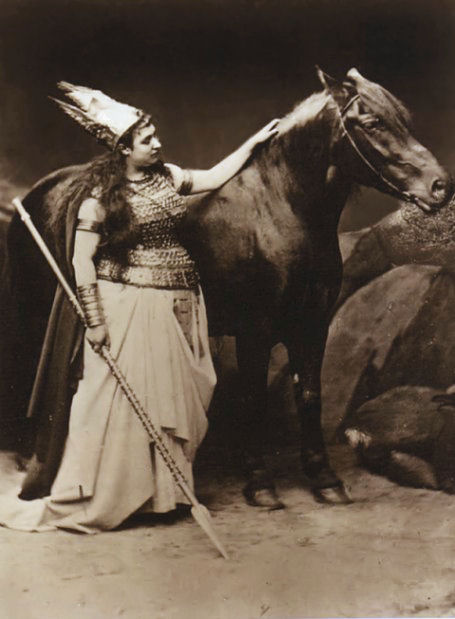
ワーグナー『ニーベルングの指輪』でブリュンヒルデを演じるアマーリエ・フリードリヒ＝マテルナ

ドイツにおけるブリュンヒルトの再受容は、1755年に『ニーベルンゲンの歌』が再発見されたことに始まる。しかし、初期にはブリュンヒルトではなくクリームヒルトが注目された。スカンディナヴィアにおいて、いわゆる「スカンディナヴィア・ルネッサンス」といえば、ブリュンヒルドの伝承がエッダから現代まで残っており、ブリュンヒルドが登場するバラッドの伝統にある程度影響を与えているということを指している。
ドイツの聴衆に北欧の資料がもたらされると、ブリュンヒルトはドイツでより重要視されるようになった。北欧の異版は、より「原典に近く」「ゲルマン的」なものとして見られ、しばしば宮廷風の『ニーベルンゲンの歌』よりも好まれた。フリードリヒ・ヘッベルの悲劇『ニーベルンゲン』3部作では、ブリュンヒルドは、ディートリヒ・フォン・ベルンが表象するキリスト教によって克服されるべき異教の過去を象徴するものとされた。
リヒャルト・ワーグナーの楽劇4部作『ニーベルングの指環』は、ブリュンヒルドを主要人物の座に引き上げた。大筋は古ノルド語の資料に従っているものの、ワーグナーは『ニーベルンゲンの歌』からの要素や自らの着想を加える場合もあった。ワーグナーは、このキャラクターをブリュンヒルデ（Brünnhilde）として導入した。中高ドイツ語の与格を示す-eを語末に加え、現代ドイツ語のBrünne （鎧）との連想をよりはっきりさせるためにBrünnにスペルを変更したのである。ワーグナーによる描写は、大衆の想像力においては元々の資料のそれを侵食しており、現代におけるブリュンヒルドへの言及は、特にドイツ・北欧の外においては、ワーグナー由来のものがほとんどである。
ブリュンヒルドは、フリッツ・ラングの2部作『ニーベルンゲン』においても主要な役割を果たす。ここでは『ニーベルンゲンの歌』における役割に準じているが、ジークフリートとの関係や自殺など、北欧の伝承からの要素も取り入れている。
漫画やゲームなど現代の大衆文化におけるブリュンヒルドは、中世の資料と直接関係のあるものはほぼない。